# يوشيهيرو تاكاياما
يوشيهيرو تاكاياما (باليابانية: 高山善廣؛ بالكانا: たかやま よしひろ) هو مصارع محترف وممثل ياباني، ولد في 19 سبتمبر 1966 في سوميدا في اليابان.

## وصلات خارجية
- يوشيهيرو تاكاياما على موقع شيردوغ (الإنجليزية)
- يوشيهيرو تاكاياما على موقع WrestlingData.com (الإنجليزية)
- يوشيهيرو تاكاياما على موقع CageMatch worker (الإنجليزية)
- يوشيهيرو تاكاياما على موقع قاعدة بيانات المصارعة على الإنترنت (الإنجليزية)
- يوشيهيرو تاكاياما على موقع عالم المصارعة على الإنترنت (الإنجليزية)
- يوشيهيرو تاكاياما على موقع عالم المصارعة على الإنترنت (الإنجليزية)
- يوشيهيرو تاكاياما على موقع IMDb (الإنجليزية)
- يوشيهيرو تاكاياما على موقع قاعدة بيانات الفيلم (الإنجليزية)